# 法蘭克·沃格爾
法蘭克·保羅·沃格爾（英文：Frank Paul Vogel，1973年6月21日—）出生於美國佛羅里達州彭薩科拉，目前擔任達拉斯獨行俠助理教練。曾經擔任美國職業籃球聯賽波士頓凱爾特人和印第安那溜馬助理教練，印第安那溜馬、奧蘭多魔術、洛杉磯湖人和菲尼克斯太陽總教練。

## 个人经历
高一，沃格爾的身高只有5尺5寸，甚至连家乡新泽西Wildwood高中的校队的標準都達不到，因而也没有被任何大学的篮球计划录取。他于是去了三级联盟的宾夕法尼亚州的Juniata学院主修生物学，到了大三那年，他已经是篮球球队队长。可是只有2.6的绩点，既然篮球上无作为学术上也考不上医学院，於是他就立志向篮球教练方向发展。「当时我沉迷大学篮球。」沃格爾回忆道，「尤其为肯塔基大学的Pitino教练所折服。」
沃格爾有时间就跑去纽约的五星篮球训练营打杂碰运。那天，他见Rick Pitino和助手Jim O'Brien在招兵买马，就上去毛遂自荐。「Rick当时就回了一句：‘感谢你对我们的兴趣，如果你到时候有什么需要，就找我们吧’。」沃格爾说，「对我来说，已经算是一剂强心针。」那段对话连60秒都没有，但为了那一刻，沃格爾之前写了无数自荐信给Pitino，热情洋溢地表达自己对篮球的激情，并且誓言就算吃西北风都要去学一身本领。
Rick Pitino说：「当我收到他的信时，他说愿意来肯塔基大学当个管理员，不惜任何代价来拜我为师，我真好奇有哪个神人居然想从新泽西跑来肯塔基。我只把那看成是一个对篮球拥有无比激情和野心的年轻人对我的恭维，他就是一球痴，结果他正是这样。」
1994年秋，沃格爾还没毕业就来到肯塔基，去找那个干了半个世纪的器材管理员Bill Keightley，说想谋个管理员位置，结果被当面告知没门，因为那些位置都是留给当地生源的。几个星期后，连沃格爾自己都觉得梦想到了幻灭边缘，但是他脑中还记得Rick Pitino那句敷衍他的「客套话」。于是他硬着头皮去找Jim O'Brien，教练组跑去跟Bill Keightley求情，结果帮他搞了一个帮Jim O'Brien剪录像的位置。志愿服务，更没前途保证。「当时我已经觉得很庆幸，」沃格爾说，当时肯塔基大学刚花了重金买了一台数码录像剪接机，Jim O'Brien就问他会不会搞电脑。「其实当时我连打字都勉强，但义不容辞就马上应了一句，『行，没问题！』」沃格爾说。
1994-1995赛季，沃格爾在剪接室待的时间比其他地方都长，包括睡觉，他的投入让助教们都刮目相看。好话传到Rick Pitino耳边：「他们都告诉我，『这人有病，他整晚都陪我剪片，问这问那。』我还以为他结不成婚，因为我一直觉得他会跟那台录像机结婚，根本没时间找女孩。」当时其他管理员都是本地人，沃格爾也不算太合群。Brian Stocker，当时的另外一个管理员就回忆道：「我们都是肯塔基大学土生土长的，血液里就有那股傲气。一个操着怪口音的新泽西小子居然来这里插队......人家其他管理员都兢兢业业，他在练习时经常会走神，因为他太专注Pitino教练的攻防策略。作为一个管理员，有时他未必称职，因为他的心和激情根本就是在执教上。」

## 剪出未来
剪片的工作很枯燥，可是肯塔基前一场比赛，下一个对手，每一个肯塔基大学球员的动作，每一个对手球员的动作分析，全都跑不过沃格爾的法眼。
Rick Pitino说：「每隔那么三五七年，就会有这样的怪胎（学生）助理，我有时我都觉得他们毕不了业，因为他们花太多时间剪片了。」
其实很多球员和工作人员都很少看见沃格爾，他们很快就知道Vogel是来真的，如果要找他，就直接去录像室。如果不在录像室，他可能就在宿舍，那里有一边书柜都是教练的管理的教科书，怪不得他总是出口成章。
「他总是引经据典语出惊人，」当时的另一个管理员Sean Gray说，「认识他不久，你就知道他总有一天会做NBA教练。」
95-96赛季后，沃格爾已经成了「五年生」，也顺利拿到了生物学本科学位。Rick Pitino当然不肯放过沃格爾，Pitino凭空为他「捏造」个录像助理的职位，而当他自己离开大学执教波士顿时，他也带上沃格爾，并最终将他提为助教。Vogel跟随O'Brien来到印第安纳，在去年季中接班当上了代理教练。
那些在肯塔基大学与他共事的人，一点都不觉得惊奇。他的室友Cameron Mills说，每天晚上，沃格爾都「煲」电影《Hoosier》（火爆教头草地兵，讲述一个印第安纳教练把一所农村高中带到州冠军的故事）
「每个打篮球的，都看过那电影，但每晚都抱着睡？真的是每晚哦，他播着那电影，然后就不知不觉睡着。有时我半夜回到寝室，看见Frank倒在桌面，电脑里还跑着《Hoosier》。真是‘煲’到炉火纯青。」

## 早期生涯
沃格尔在新泽西州Wildwood Crest长大，就读Wildwood高中。高中之后，沃格尔进入宾西法尼亚州Huntington的Juniata学院，这是所第三区的学校，在校篮球队中他是位首发球员，三年之后，沃格尔转学进入肯塔基大学成为校队一名学生经理，并在校队二队打球。

## 教练生涯
沃格尔最初在波士顿凯尔特人队主教练皮蒂诺手下做视频协调主管，五年之后，他被提升为助理教练。在波士顿凯尔特人之后，沃格尔成为费城76人队助理教练。离开76人队之后，沃格尔2005-2006年间做洛杉矶湖人队球探，2006-2007年间做华盛顿奇才队球探。之后，沃格尔来到印第安纳步行者队，在主教练、也是前凯尔特人同事的奥布莱恩手下做助理教练。2011年1月30日，奥布莱恩被解职后，沃格尔被任命为印第安那步行者队临时主教练。
他在常规赛的末段率队打出20胜08负的成绩，并时隔5年之后重回季后赛。尽管在季后赛第一轮被强大的公牛淘汰，但沃格尔带领的这支步行者让人看到了复兴的希望。
2011年7月7日，沃格尔被正式任命为步行者主教练。合同期为三年。
2013年1月8日，步行者宣布和主教练沃格尔签下一份续约合同。
2014年1月15日，据NBA官网报道，沃格尔当选为2014年东部全明星主教练。
2015年3月3日，NBA官方宣布，步行者主帅沃格尔当选2月东部最佳教练。4月4日，步行者在主场以93-74击败了黄蜂队。这场比赛，是步行者主帅沃格尔执教生涯的第200场胜利。
2016年4月16日，NBA联盟公布了四月份最佳教练奖得主，东部最佳教练是步行者的沃格尔。5月6日，步行者总裁拉里-伯德召开新闻发布会，宣布主帅沃格尔将不再执教步行者。
魔術方面，報導指出，在史考特·斯凱爾斯上週辭去總教練後，球團就積極尋找繼任人選，今天就傳出已與法兰克·沃格尔達成4年2200萬美元的協議。魔術之所以這麼積極，除了球團認為沃格尔符合球隊需求外，灰熊、火箭、尼克曾對沃格尔感到興趣也是主要原因，在此壓力下，魔術最終搶先一步延攬沃格尔入隊。
沃格尔於2010年接下溜馬教頭，此後6個球季5度帶領球隊打進季後賽其中2次殺進東區決賽，總計6個球季的執教成績是250勝181敗、勝率5成8。
2018年4月12日，据著名NBA记者阿德里安·沃纳罗斯基爆料，据消息人士透露，魔术已经解雇了主帅沃格尔。在刚刚结束的2017-18常规赛季，魔术仅仅取得了25胜57负的战绩，排名东部第14。沃格尔从上个赛季开始接手魔术，总共执教了164场常规赛，取得了54胜110负的战绩。
2019年5月12日，根据NBA记者阿德里安·沃纳罗斯基报道，多位消息人士透露，沃格尔与湖人达成协议，将担任球队新主帅，合同是三年。
2020年9月26日，湖人於NBA季後賽西區決賽以總比分4-1淘汰金塊，沃格尔於湖人執教第一年即帶隊打入總決賽，這也是他執教生涯首次NBA總決賽。
2020年10月12日，湖人於NBA總決賽以總比分4-2淘汰熱火，沃格尔於湖人執教第一年便獲得生涯首次NBA總冠軍。
2021年8月6日，湖人宣布和主教练沃格尔签下一份续约合同。
2022年4月12日，湖人宣布開除主教练沃格尔。
2023年6月3日，沃格爾與鳳凰城太陽已達成一份5年3100萬美元（約9.55億台幣）的合約。

## 主教练战绩
| 隊伍 | 年份    | 常規賽 | 常規賽 | 常規賽 | 常規賽 | 常規賽           | 季後賽        |
| 隊伍 | 年份    | 比賽   | 勝     | 負     | 勝率   | 排名             | 季後賽        |
| ---- | ------- | ------ | ------ | ------ | ------ | ---------------- | ------------- |
| IND  | 2010-11 | 28     | 20     | 18     | .714   | 中央赛区第二名   | 第一轮失利    |
| IND  | 2011-12 | 66     | 42     | 24     | .636   | 中央赛区第二名   | 第二輪失利    |
| IND  | 2012-13 | 81     | 49     | 32     | .605   | 中央赛区第一名   | 东区决赛失利  |
| IND  | 2013-14 | 82     | 56     | 26     | .683   | 中央赛区第一名   | 东区决赛失利  |
| IND  | 2014-15 | 82     | 38     | 44     | .463   | 中央赛区第四名   | 未進入季後賽  |
| IND  | 2015-16 | 82     | 45     | 37     | .549   | 中央赛区第二名   | 第一轮失利    |
| ORL  | 2016-17 | 82     | 29     | 53     | .354   | 東南赛区第五名   | 未進入季後賽  |
| ORL  | 2017-18 | 82     | 25     | 57     | .305   | 東南赛区第四名   | 未進入季後賽  |
| LAL  | 2019-20 | 71     | 52     | 19     | .732   | 太平洋赛区第一名 | 贏得NBA總冠軍 |
| LAL  | 2020-21 | 72     | 42     | 30     | .583   | 太平洋赛区第三名 | 第一轮失利    |
| LAL  | 2021-22 | 82     | 33     | 49     | .402   | 太平洋赛区第四名 | 未進入季後賽  |
| PHX  | 2023-24 | 82     | 49     | 33     | .598   | 太平洋赛区第二名 | 第一輪失利    |
| 總計 | 總計    | 896    | 480    | 422    | .532   |                  |               |

- 2012-13賽季因波士頓馬拉松爆炸案，有一場對上賽爾提克的比賽被臨時取消。最後因這場比賽不影響雙方季後賽種子序，故官方決定不補賽，兩隊該季皆只有81場比賽。